# Vireolanius mikettae
El vireón paticlaro (Vireolanius mikettae) es una especie —o la subespecie Vireolanius leucotis mikettae, dependiendo de la clasificación considerada— de ave paseriforme de la familia Vireonidae perteneciente al  género Vireolanius. Es nativo del noroeste de América del Sur.

## Distribución y hábitat
Se distribuye por la pendiente del Pacífico de los Andes occidentales del oeste de Colombia (hacia el sur desde el sur del río San Juan), hasta el noroeste de Ecuador (al sur hasta el noroeste de Azuay).
Su hábitat preferencial es el dosel de selvas húmedas y de piedemonte hasta los 2100 m de altitud.

## Sistemática

### Descripción original
La especie V. mikettae fue descrita por primera vez por el ornitólogo alemán Ernst Hartert en 1900 bajo el mismo nombre científico; la localidad tipo es: «Paramba, 3500 pies (c. 1067 m)., Imbabura, Ecuador».

### Etimología
El nombre genérico masculino Vireolanius es una combinación de los géneros Vireo (los vireos) y Lanius (los alcaudones); y el nombre de la especie «mikettae» conmmemora al colector R. Miketta.

### Taxonomía
La presente especie es tradicionalmente tratada como la subespecie V. leucotis mikettae del vireón coronigrís (Vireolanius leucotis), sin embargo, las clasificaciones Birdlife International y Aves del Mundo la consideran una especie separada con base en las patas de color amarillo o rosado y diferencias de vocalización; las evidencias genéticas parecen soportar esta separación. Es monotípica.